# Patrick Bos
Patrick Bos (Amstelveen, 20 augustus 1987) is een Nederlands wielrenner en baanwielrenner.  Hij woont met familie in Twello. Samen met zijn Poolse vrouw hebben ze twee kinderen.
Patrick is een tandempiloot. In 2011 bondscoach van het aangepast wielrennen Eelke van der Wal vroeg hem de overstap te maken naar het para-cycling. Zo begon hij zijn tandemavontuur, waarin hij kon groeien en grote successen kon boeken. Hij nam deel aan de Paralympische Spelen van 2012 in Londen (met Rinne Oost), Rio 2016 (met Stephen de Vries), Tokyo 2020 (met Tristan Bangma) en Paris 2024 (met Tristan Bangma).  In totaal won hij 4 gouden, 1 zilveren en 2 bronzen  paralympische medailles.
De lijst met zijn gouden medailles is lang. Hij werd 10 keer wereldkampioen en 6 keer Europees kampioen in tandemwielrennen. In 2023 werd hij ook individueel Europees kampioen in gravelwielrennen in de categorie 35-39 jaar.

## Belangrijkste resultaten
| Jaar | # Discipline                                     |
| ---- | ------------------------------------------------ |
| 2005 | keirin                                           |
| 2006 | keirin · 1 km tijdrit                            |
| 2008 | sprint                                           |
| 2009 | keirin · sprint                                  |
| 2010 | keirin                                           |
| 2013 | omnium · scratch                                 |
| 2016 | omnium · scratch · puntenkoers                   |
| 2019 | puntenkoers                                      |
| 2021 | ploegenachtervolging · individuele achtervolging |
| 2022 | ploegenachtervolging · scratch                   |
| 2023 | individuele achtervolging                        |

### Aangepast wielrennen
2011
- Wereldkampioenschappen baanwielrennen, sprint (samen met Rinne Oost)

2012
- Paralympische Zomerspelen baanwielrennen, 1 km tijtrit (samen met Rinne Oost)

2015
- Wereldkampioenschappen baanwielrennen, 4 km achtervolging (samen met Stephen de Vries)

2016
- Paralympische Zomerspelen baanwielrennen, 4 km achtervolging (samen met Stephen de Vries)

2017
- Wereldkampioenschap op de weg (samen met Tristan Bangma)

2018
- Wereldkampioenschappen baanwielrennen, sprint (samen met Tristan Bangma)
- Wereldkampioenschappen baanwielrennen, 4 km achtervolging (samen met Tristan Bangma)
- Wereldkampioenschappen baanwielrennen, 1 km tijdrit (samen met Tristan Bangma)

2019
- Wereldkampioenschappen baanwielrennen, 4 km achtervolging (samen met Tristan Bangma)
- Wereldkampioenschappen baanwielrennen, 1 km tijdrit (samen met Tristan Bangma)
- Wereldkampioenschap op de weg (samen met Tristan Bangma)

2020
- Paralympische Zomerspelen baanwielrennen, 4 km achtervolging (samen met Tristan Bangma)
- Paralympische Zomerspelen wegwedstrijd (samen met Tristan Bangma)

2022
- Wereldkampioenschap tijdrijden (samen met Tristan Bangma)
- Wereldkampioenschap op de weg (samen met Tristan Bangma)
- Wereldkampioenschappen baanwielrennen, 4 km achtervolging (samen met Tristan Bangma)

2023
- Wereldkampioenschappen baanwielrennen, 4 km achtervolging (samen met Tristan Bangma)
- Wereldkampioenschap tijdrijden (samen met Tristan Bangma)
- Wereldkampioenschap op de weg (samen met Tristan Bangma)

2024
- Wereldkampioenschappen baanwielrennen, 4 km achtervolging (samen met Tristan Bangma)
- Paralympische Zomerspelen baanwielrennen, 4 km achtervolging (samen met Tristan Bangma)
- Paralympische Zomerspelen tijdrijden (samen met Tristan Bangma)
- Paralympische Zomerspelen wegwedstrijd (samen met Tristan Bangma)
- Wereldkampioenschap tijdrijden (samen met Tristan Bangma)
- Wereldkampioenschap op de weg (samen met Tristan Bangma)